# Studielån i USA
Studielån i USA är räntebelastade lån avsedda för finansiering av högre studier för landets medborgare. Till skillnad från många länder i Europa och andra utvecklade delar av världen är inte högre utbildning skattefinansierad i USA i lika hög utsträckning. Istället finansierar lärosätena sig själva i hög utsträckning genom studieavgifter som tas ut av studenterna. Som en följd av detta har studenter i normalfallet höga lån då de tar sina examen. Det finns två grupper av studielån i USA, dels federala lån som ges av regeringen och dels privata lån. Studenter tar alltid federala lån i första hand, eftersom de är billigare, men i mån av behov kompletteras med privata lån. I maj 2012 nådde studielånen för första gången över en biljon dollar (tusen miljarder dollar). Medellånet beräknas till 25000 dollar (ca 180 000 kr, enligt växelkursen i juni 2012). . I juni 2010 passerade studielånen kreditkortsskulderna i USA, vilket var första gången. 

## Federala lån
Federala lån, från USA:s regering, introducerades under 1950-talet i samband med "National Defense Education Act" (NDEA). Till en början var lånen dock endast avsedda för speciella kategorier av studenter, till exempel dem som studerade för lärarexamen, ingenjörsexamen och naturvetenskaplig examen. Dessa federala låneprogram kan ses mot bakgrund av Sovjetunionens uppskjutning av Sputnik-satelliten och den därmed sammanhängande föreställningen att USA höll på att bli förbisprungen av ryssarna inom områden som utbildning och teknologi. Under 1960-talet kom dessa federala lån att erbjudas bredare, till fler grupper av studenter, genom "Higher Education act".

## Privata lån
Förutom de federala lånen finns också privata studielån. Dessa är dyrare (har högre ränta) än de federala och används generellt sett endast då studenter har överskridit begränsningarna för de federala lånen. 